# Boian Videnoff

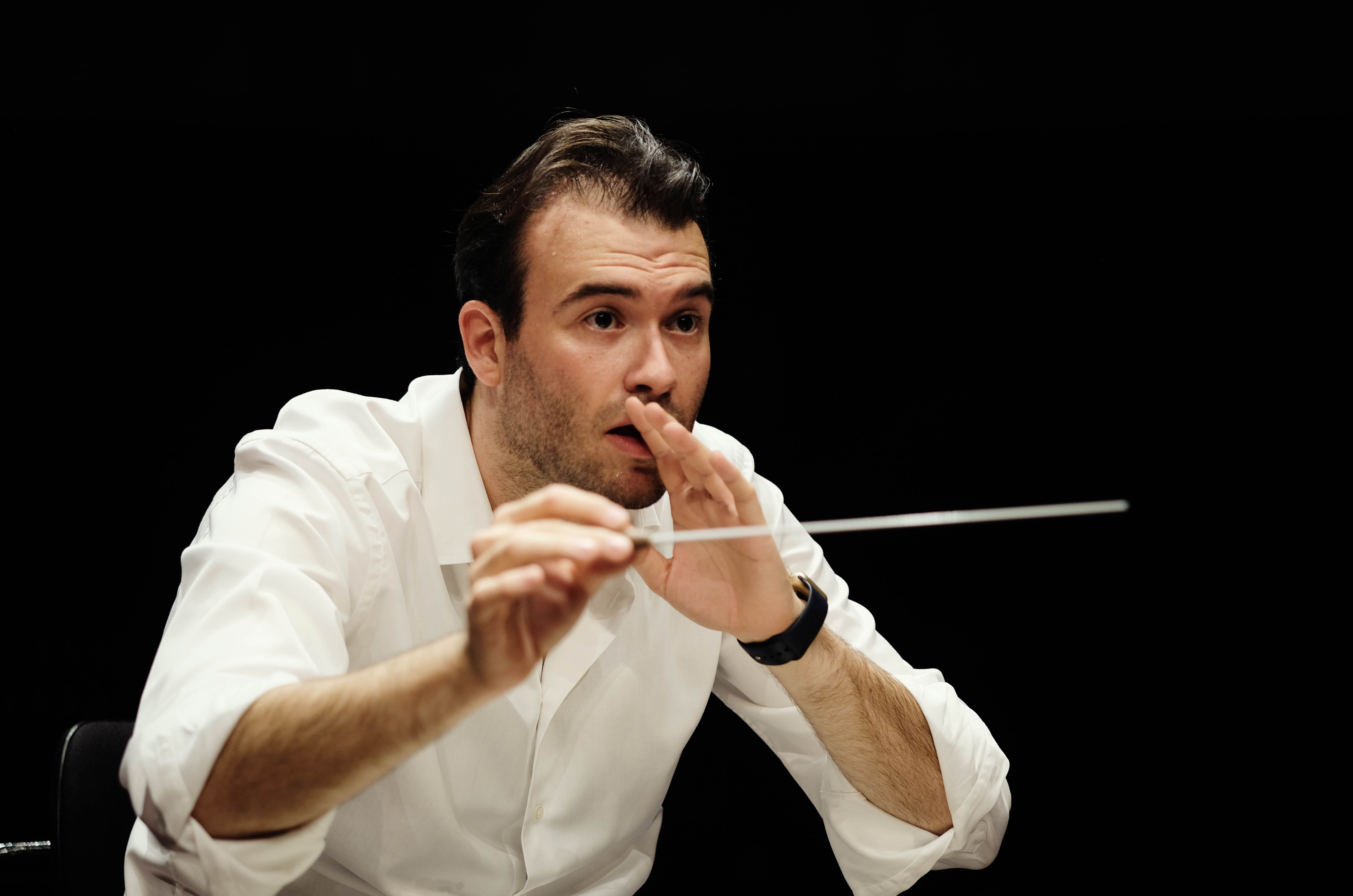
Boian Videnoff (2019)

Boian Videnoff (* 1987 in Sofia) ist ein in Bulgarien geborener, international tätiger Dirigent.

## Leben und Wirken
Boian Videnoff wuchs als Sohn des Sängers Liubomir Videnoff und der Geigerin Dora Bratchkova. in Italien und Deutschland auf, wo er ein deutsch-französisches Gymnasium besuchte. Zunächst erhielt er Geigenunterricht bei seiner Mutter und studierte dann Klavier bei Rudolf Meister und Ok-Hi Lee an der Musikhochschule Mannheim. Sein Dirigierstudium begann er bei Jorma Panula und setzte dieses an der Accademia Musicale Chigiana in Siena als Meisterschüler bei Gianluigi Gelmetti fort, dem er auch am Teatro dell’Opera di Roma assistierte. Im Jahr 2006 wurde er ständiger Gastdirigent des Varna Philharmonic Orchestra.
Videnoff leitete seither als Gastdirigent unter anderem die Deutsche Radio Philharmonie, das WDR Funkhausorchester, die Nordwestdeutsche Philharmonie, die Philharmonie Südwestfalen, die Nürnberger Symphoniker, das Antwerp Symphony Orchestra, die Slowakische Philharmonie, das Slowakische Rundfunkorchester, die Filarmonica George Enescu in Bukarest, die Kremerata Baltica gemeinsam mit den Bläsern des Frankfurter Opern- und Museumsorchesters, das Orchestra Sinfonica di Bari, das Orchestra della Svizzera italiana, das Sinfonie Orchester Biel Solothurn, die Basel Sinfonietta, das Orchestre de Chambre du Luxembourg, die Israel Camerata Jerusalem und das Plovdiv Philharmonic Orchestra. Im Jahr 2009 gründete er das Sinfonieorchester Mannheimer Philharmoniker, dessen künstlerischer Leiter er ist und mit dem er regelmäßig Konzertreisen und Tourneen im In- und Ausland absolviert.
Er trat unter anderem in der Kölner Philharmonie, der Elbphilharmonie, der Alten Oper Frankfurt, der Philharmonie Luxembourg, der Nürnberger Meistersingerhalle, der Stuttgarter Liederhalle, im Herkulessaal und im Gasteig in München sowie im Königin-Elisabeth-Saal in Antwerpen auf und arbeitete dabei mit Solisten zusammen wie zum Beispiel Mischa Maisky, Martha Argerich, Elena Baschkirova, Sonya Yoncheva, Michael Barenboim, Sergei Babayan, Lars Vogt, Johannes Moser, Igor Levit, Valentina Lisitsa, Julian Steckel, Sergei Nakarjakow und Ewgeni Boschanow.
Einige seiner Konzerte wurden in Rundfunk und Fernsehen übertragen. Mit den Mannheimer Philharmonikern veröffentlichte er 2015 eine CD, unter anderem mit der Konzertmeisterin der Wiener Philharmoniker, Albena Danailova, als Solistin.

## Diskografie
- Träumereien. Werke von u. a. Mozart, Mahler, Mendelssohn, Tschaikowski, Chopin. Albena Danailova, Violine; Olga Zado, Klavier; Nil Kocamangil, Violoncello; Mannheimer Philharmoniker, Dirigent: Boian Videnoff (Animato; 2015)